# Facultad de Arquitectura y Urbanismo (UCU)
La Facultad de Arquitectura y Urbanismo es una de las cinco facultades de la Universidad de Concepción del Uruguay. Se encuentra ubicada en 8 de Junio 522,  Concepción del Uruguay, Entre Ríos, Argentina. 
En dicha institución cursan una carrera de pregrado, una de grado y dos de articulación.   

## Autoridades
Su decana es la arquitecta Cristina Bonus. La secretaria académica es la arquitecta Andrea Masramón y la coordinadora de extensión universitaria es la arquitecta Carla Laurenzio.

## Títulos
La facultad otorga los siguientes títulos de pregrado y grado.
- Arquitectura, grado
- Licenciatura en diseño del ambiente, articulación
- Licenciatura en diseño textil e indumentaria, articulación
- Diseñador de interiores, pregrado.[1]